# Plaça del Mercat de Cracòvia
La Plaça del Mercat de Cracòvia (en polonès: Rynek Główny) condicionada l'any 1257 és la més gran plaça medieval de tot Europa. És igualment el lloc més important de l'antiga capital de Polònia i els seus 40.000 metres quadrats han adquirit, en el transcurs dels segles, un significat històric, cultural i social important. La plaça ha estat testimoni de molts esdeveniments que han marcat la història del país.
La Plaça és envoltada de grans cases, de palaus i d'esglésies que daten de l'Edat mitjana. Al centre s'aixequenː una imponent llotja de teixits anomenada Sukiennice, la torre de l'Ajuntament i l'església Sant Adalbert que data del segle X, així com l'estàtua d'Adam Mickiewicz erigida l'any 1898. A una de les seves cantonades hi ha la Basílica de Santa Maria amb la seva silueta molt recognoscible per les seves dues torres d'alçada desigual.
El desembre de 2005, el Project for Públic Spaces va escollir la Plaça com la millor plaça del món.
L'any 2010, un itinerari turístic subterrani va ser inaugurat sota els empedrats de la Plaça del Mercat. A 4 metres de profunditat i amb l'ajuda de tècniques multimèdia, presenta els vestigis de la ciutat medieval així com els fragments d'un cementiri i de les cases del segle xiii.

## Creació de la plaça

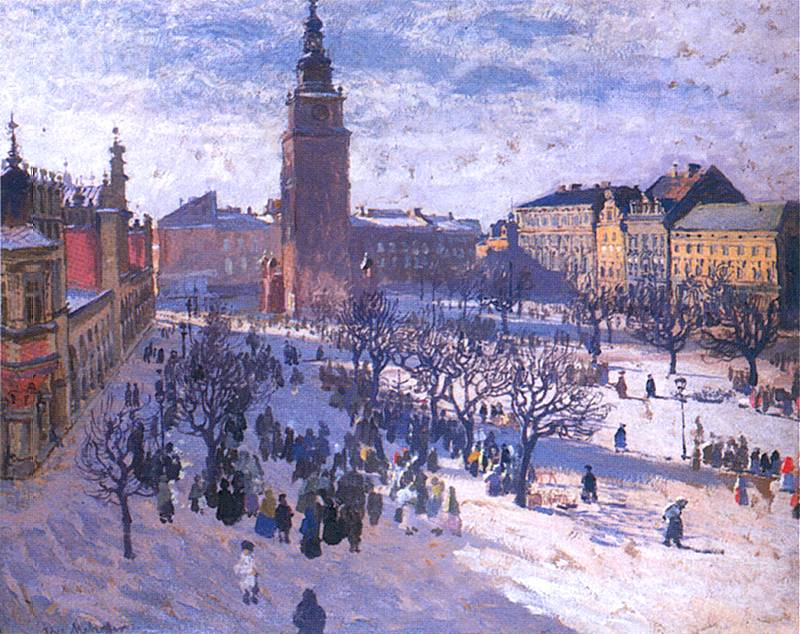
Plaça del mercat per Józef Mehoffer

La funció principal de la Plaça del Mercat de Cracòvia era el comerç. Després de la destrucció de la ciutat per la invasió mongola l'any 1241, la plaça va ser reconstruïda l'any 1257 i el seu paper comercial es va estendre després que Cracòvia va rebre una carta segons els Drets de Magdeburg, atorgats pel príncep de Cracòvia, Boleslau V el Cast.
Avui, la Plaça conserva la seva organització medieval d'origen amb costats rectilinis tallats en angle dret. Els carrers que hi desemboquen respecten la mateixa regla excepte el carrer Grodzka, més antic, que connecta la plaça al Castell de Wawel. Inicialment, la plaça era plena de parades i de construccions administratives. El rei Casimir III va fer construir la Sukiennice (llotja de roba) i l'ajuntament (del qual només es conserva avui la Torre), que ocupava aproximadament un quart de la plaça.
Com a capital del Regne de Polònia i membre de l'Hansa i Cracòvia es va afirmar com una metròpoli europea important. El nom de Rynek apareix per primera vegada cap al començament del segle XIV, però la plaça no es dirà Rynek Główny (Plaça del mercat principal) fins al 1942.

## Testimoni de la història de Polònia
A més de les seves funcions comercials, la Plaça del Mercat de Cracòvia va servir tant de lloc d'execucions com de lloc de festes, espectacles i celebracions públiques. Per la plaça passaven els seguicis reials i els combois funeraris cap a la Catedral. Així, al fil dels segles, la Plaça va acollir un gran nombre d'esdeveniments religiosos i polítics de la història de Polònia.

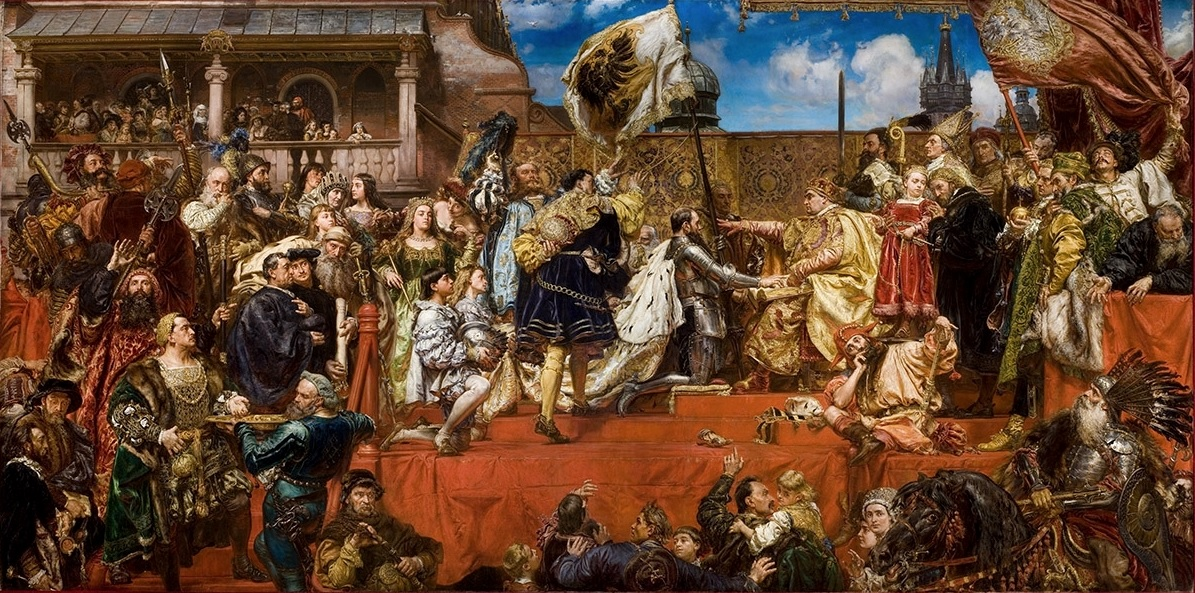
Homenatge prussià, pintura de Jan Matejko exposada al museu de la Sukiennice.

L'any 1364, el rei Casimir III va convidar l'emperador Carles IV, el rei Lluís I d'Hongria, el rei Pere de Xipre i molts altres prínceps de l'Europa central per a un congrés. El burgès Mikołaj Wierzynek hauria tingut el privilegi de rebre i enlluernar amb el seu banquet els amfitrions reials.
El 10 d'abril de 1525, Albert I de Prússia, Gran mestre de l'orde dels Cavallers Teutònics va retre homenatge al rei Segimon el Vell com a vassall prussià. L'any 1512, el gran hetman de Lituània Constantí Ostrogski fa una desfilada després de la seva gran victòria sobre el Gran Ducat de Moscou a la batalla d'Orša. L'any 1531, el gran hetman de la Corona Jan Tarnowski va celebrar la victòria a la batalla d'Obertyn. Finalment, l'any 1683, Joan III Sobieski, rei de Polònia i gran duc de Lituània, va celebrar la brillant victòria que havia obtingut sobre l'Imperi otomà en la batalla de Viena.

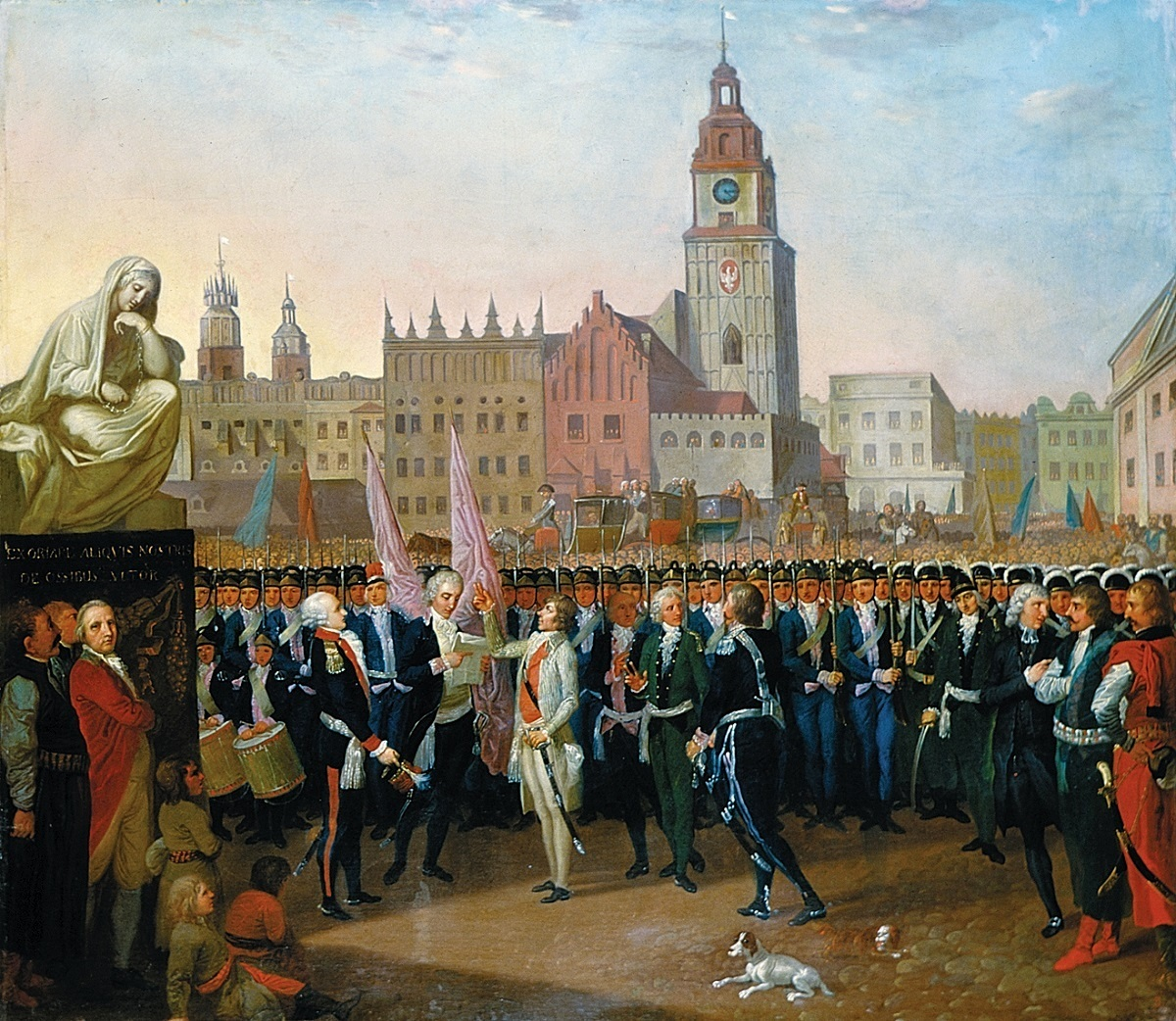
Tadeusz Kościuszko prestant jurament, el 24 de març de 1794, per Franciszek Smuglewicz

L'any 1596 un important incendi va destrossar el Castell de Wawel i el rei Segimon III Vasa va decidir traslladar-se i amb això la capital de la Confederació de Polònia i Lituània de Cracòvia a Varsòvia. Tanmateix, a Cracòvia van quedar les coronacions i els funerals reials.
Després de la pèrdua de la sobirania per Polònia, la Gran Plaça va esdevenir el teatre de la lluita per a la independència. El 24 de març de 1794, el general Tadeusz Kościuszko va proclamar a la Plaça l'acta de la Insurrecció de Kościuszko contra Rússia. L'any 1846, un altre alçament polonès va sacsejar Cracòvia. L'any 1848, en la Revolució de 1848, els cracovians es van enfrontar de nou amb l'exèrcit austríac.
Durant l'ocupació de Polònia per l'Alemanya nazi, la plaça va ser rebatejada Adolf Hitler Platz i el monument d'Adam Mickiewicz va ser destruït, així com les plaques commemoratives històriques dels edificis de la plaça. Després de la guerra el monument va ser reconstruït.
L'any 1978, la UNESCO va incorporar el centre històric de Cracòvia a la llista del patrimoni mundial.

## Cases notables al voltant del Plaça del Mercat de Cracòvia

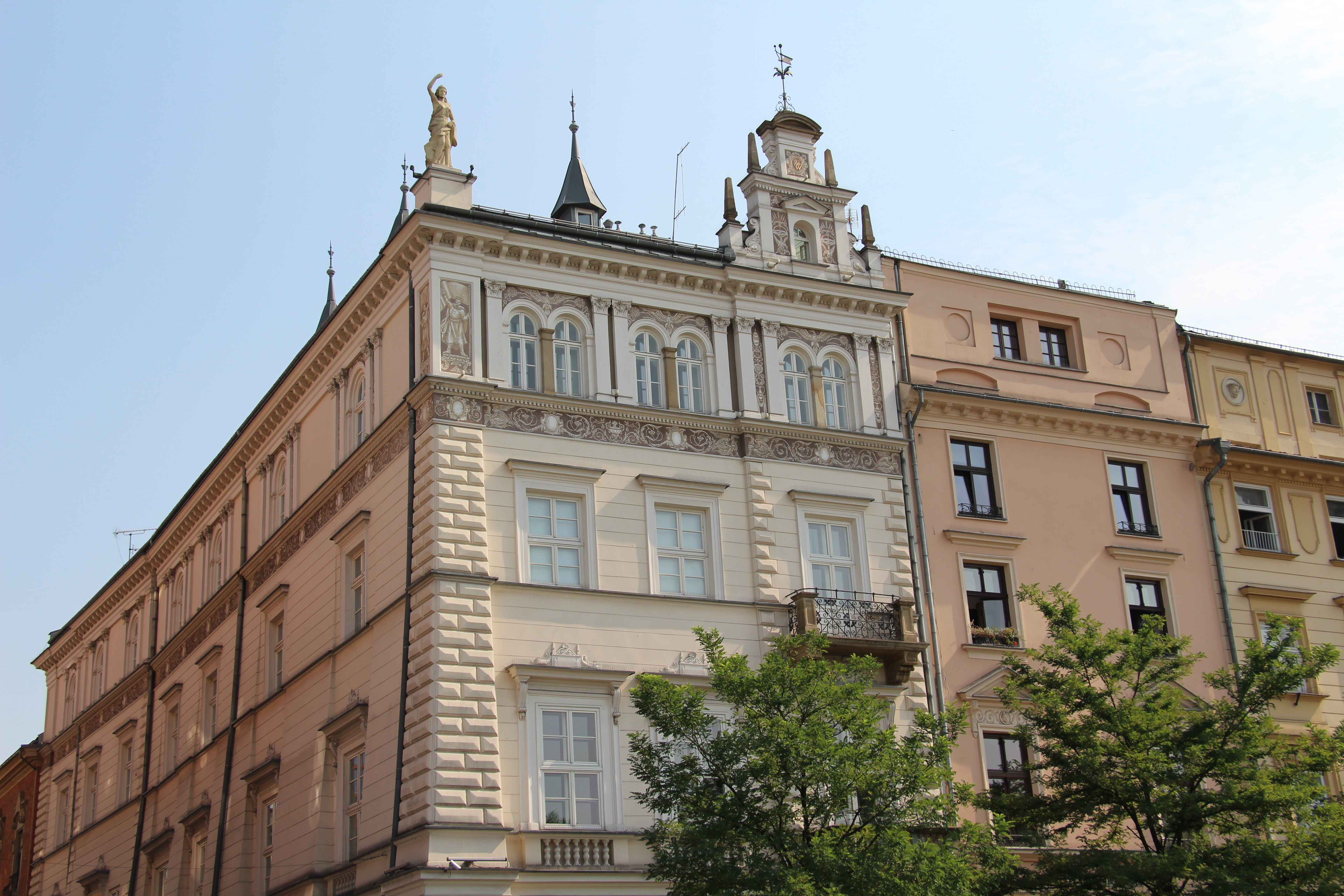
Casa dels Boner

- al número 6 - la Casa Grisa on va allotjar-se l'any 1572 el primer rei electe de Polònia i futur rei de França Enric III de França

- al número 7 - el Palau dels Montelupi (o la Casa Italiana) on residia el ric mercant Sebastiano Montelupi, administrador dels primers serveis de correus polonesos regulars al segle xvi. Les diligències asseguraven el trajecte de Cracòvia a Venècia.[5]

- al número 8 - la Casa als Llangardaixos (Pod Jaszczurami) El nom d'aquest immoble de voltes gòtiques (i del més antic club d'estudiants de Cracòvia) ve de l'emblema que representa uns llangardaixos entrellaçats sobre el portal;

- al número 9 - La Casa dels Boner pertanyia al segle xvi a la poderosa i rica família burgesa dels Boner, originària d'Alsàcia. Eren banquers i encarregats del castell reial. Al segle xix la casa va ser el domicili del pintor Stanisław Wyspiański. Avui és l'hotel Palac Bonerowski.

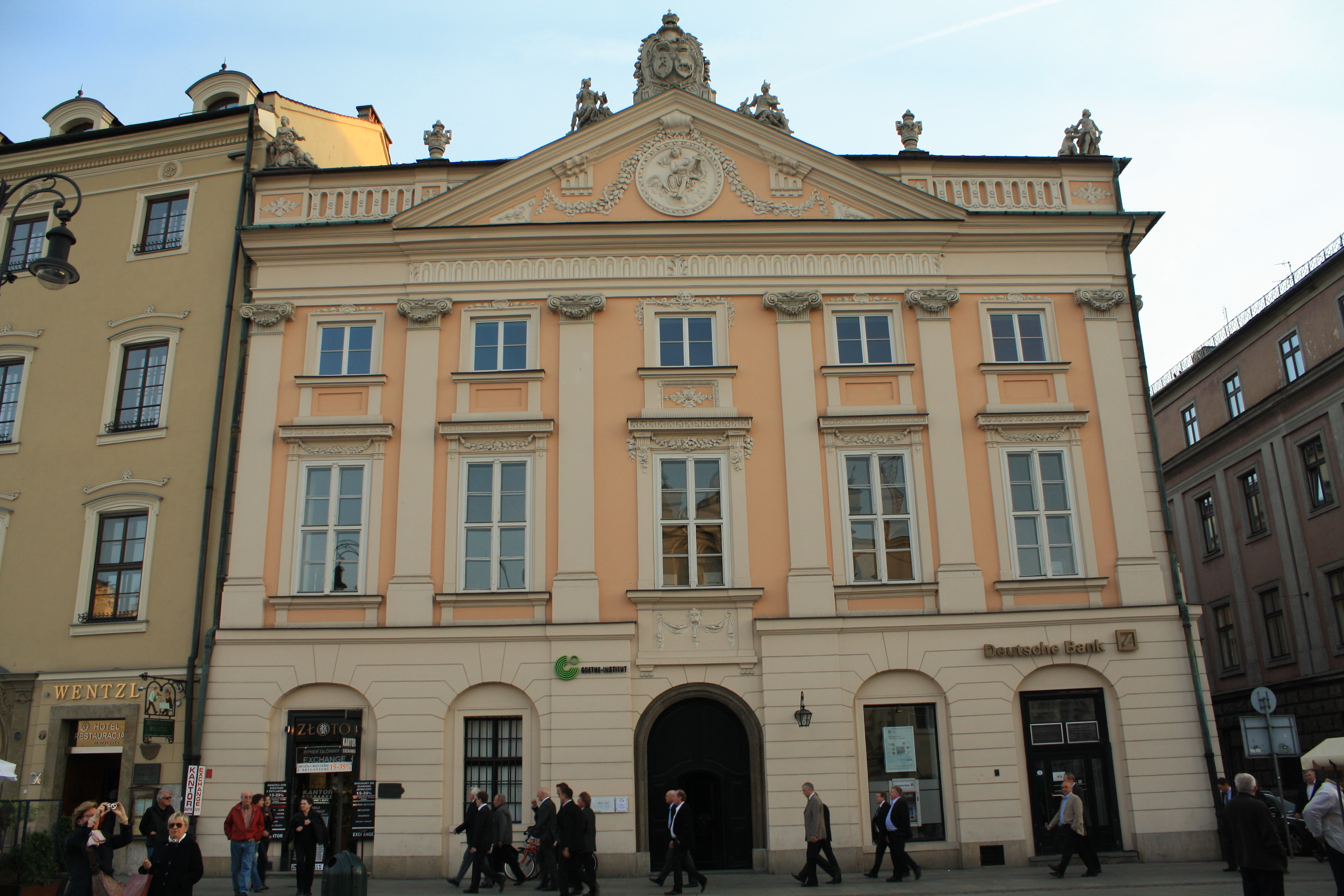
Palau dels Potocki

- al número 16 - La Casa dels Morsztyn està lligada a Mikołaj Wierzynek i a la gran festa reial que hi va donar l'any 1364. Va durar 20 dies: el rei Casimir III hi va rebre l'emperador Carles IV, el rei Lluís I d'Hongria, el rei Pere de Xipre així com molts prínceps. Els historiadors no estan segurs del lloc on el ric conseller va donar el seu festí, però el restaurant Wierzynek avui perpetua la tradició.
- al número 19 - el Palau de la Imatge – la façana de l'immoble és decorada amb un quadre que representa la Mare de Déu.
- al número 20 - el Palau dels Potocki, amb la seva façana i la seva cort vorejada de lògies, és un model d'arquitectura clàssica de Cracòvia,

- al número 27 - Palau dels Ariets – acull avui un centre cultural. Als anys 1950-1970, aquest lloc acollia el millor dels cabarets políticsː el cabaret Piwnica pod Baranami (« el celler dels Ariets ») de Piotr Skrzynecki.

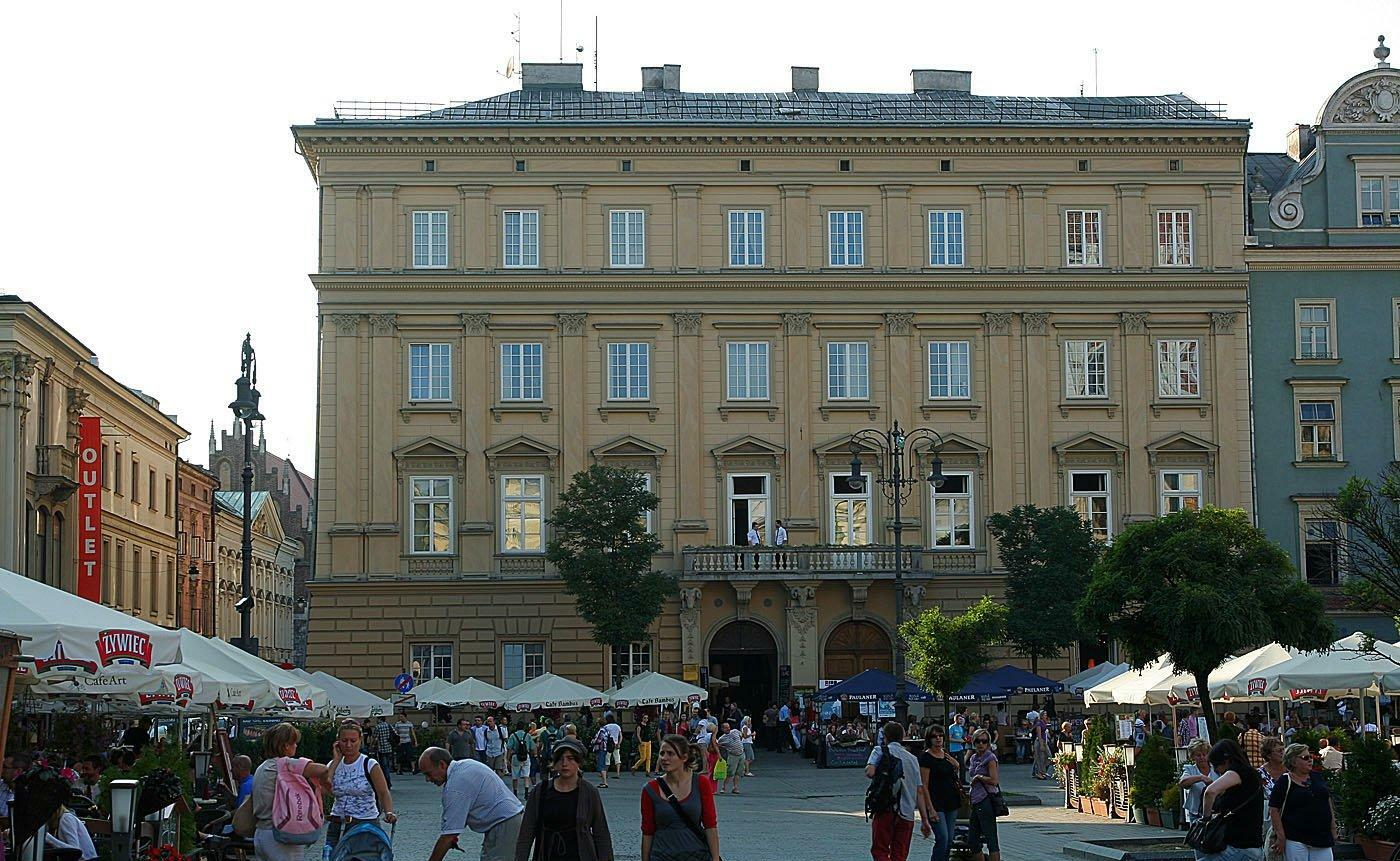
Palau dels Ariets

- al número 34 - el Palau Spiski – el lloc dels espectacles del primer teatre municipal de Cracòvia. Es va instal·lar més tard a un edifici de la plaça Szczepańeski (Teatre Antic) Des del començaments del segle xx, el Palau Spiski acull el restaurant Hawełka la data de fundació del qual per Antoni Hawełka remunta a 1876.

- al número 35 - el Palau Krzysztofory – aquest bonic palau del segle xvii té una figura gòtica representant sant Cristòfor (Krzysztof en polonès) que, antany, adornava la seva façana. El palau és avui el lloc principal del Museu Històric de la Ciutat de Cracòvia.
- al número 36 - la Casa del Cérvol (Dom pod Jeleniem)- Aquí s'hostatjaven Johann Wolfgang von Goethe i el tsar Nicolau en les seves estades a Cracòvia.
- al número 45 - la Casa a l'Àguila (o la Casa dels Kromer): el seu emblema amb una àguila va ser realitzat per Stanisław Wyspiański.

## Tradicions
La Plaça del Mercat de Cracòvia és el punt de trobada favorit dels cracovians. També, moltes festivitats i d'esdeveniments públics, com el Szopka, el Lajkonik, el festival de les orquestres militars, la Juwenalia o la gala de l'Orquestra de Beneficència de Nadal s'hi organitzen. Aquí té lloc igualment el més gran cap d'any a Polònia.
Cada nit de Nadal (que és també el dia de la festa de Mickiewicz a Polònia), el monument d'Adam Mickiewicz és decorat pels floristes de la ciutat.

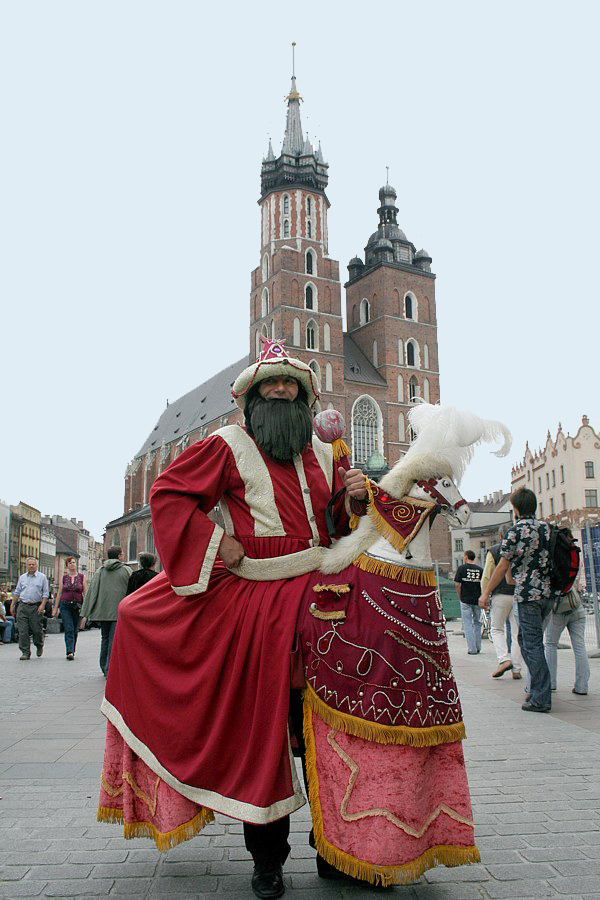
Lajkonik
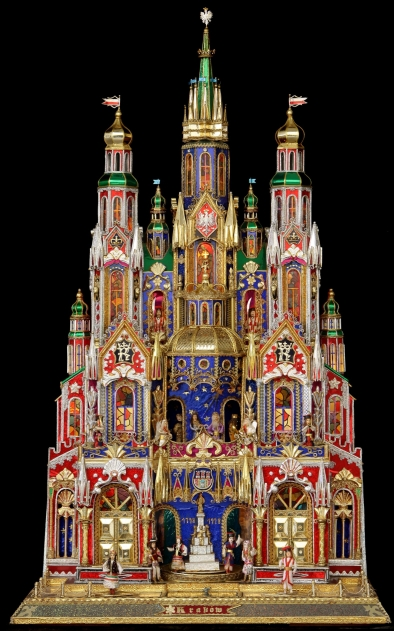
Szopka krakowska
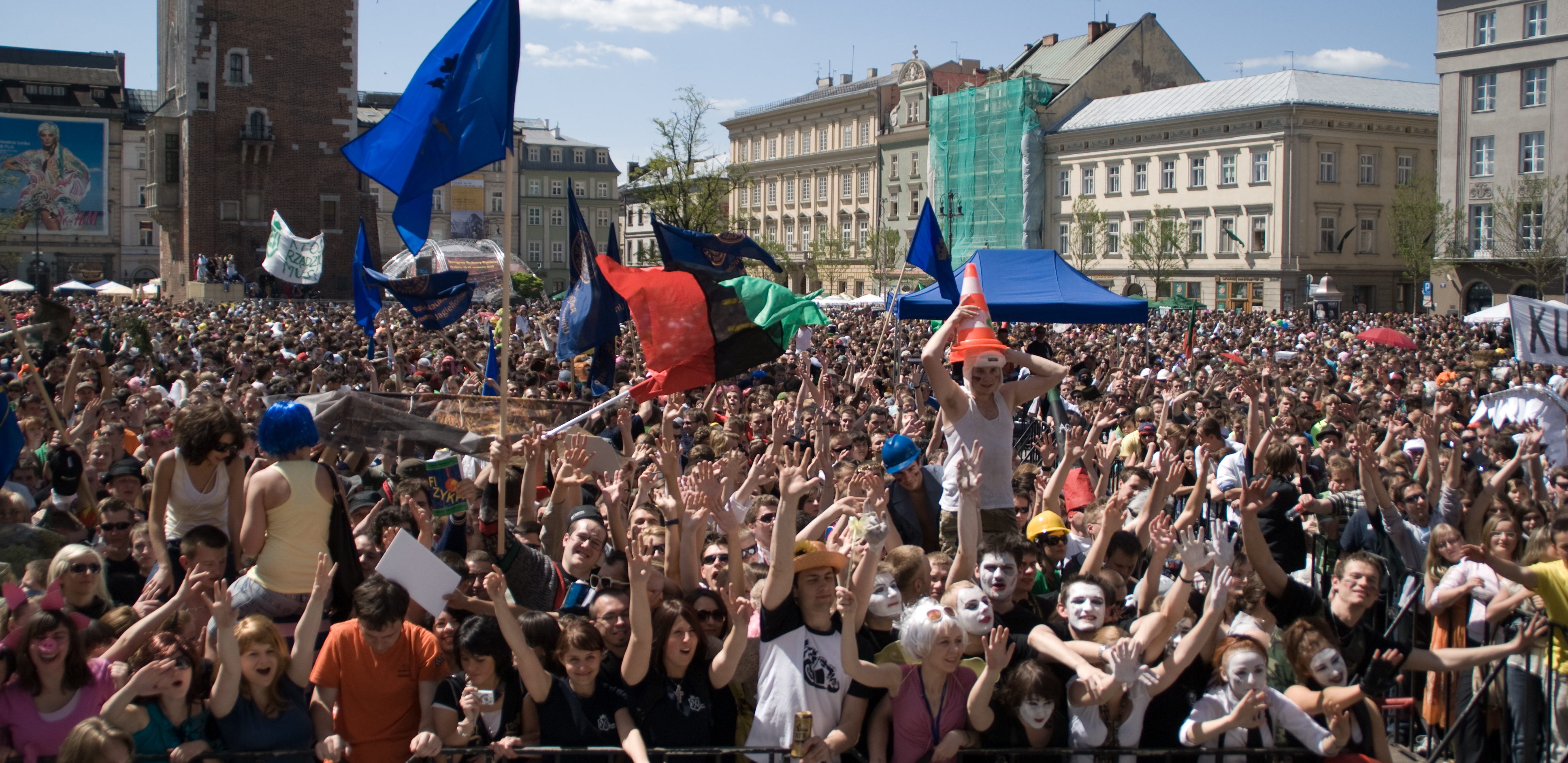
Juwenalia